# أرز الأربوريو

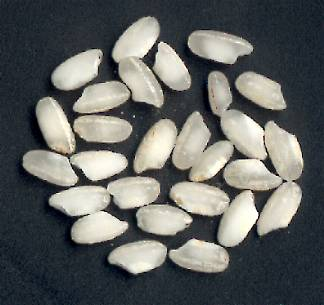
Arborio rice grains

أرز الأربوريو هو أرز إيطالي قصير الحبة. سمي على اسم مدينة أربوريو، في وادي بو، التي تقع في منطقة بيدمونت في إيطاليا. عند طهي الأرز، تصبح الحبوب المستديرة صلبة، كريمية ومضغوطة مقارنة بأنواع الأرز الأخرى، وذلك بسبب إرتفاع نسبة النشأ الأميلوبكتين فيها.
يعتبر الارز من الأطعمة النشوية ويمتزج جيدًا مع النكهات الأخرى. وغالبًا ما يستخدم أرز أربوريو في صنع الريزوتو.
عادة ما يستخدم أرز أربوريو أيضًا في صناعة الأرز باللبن.